# Anemone vitifolia
Anemone vitifolia är en ranunkelväxtart som beskrevs av Buch.-ham. och Dc.. Anemone vitifolia ingår i släktet sippor, och familjen ranunkelväxter. Inga underarter finns listade i Catalogue of Life.

## Bildgalleri

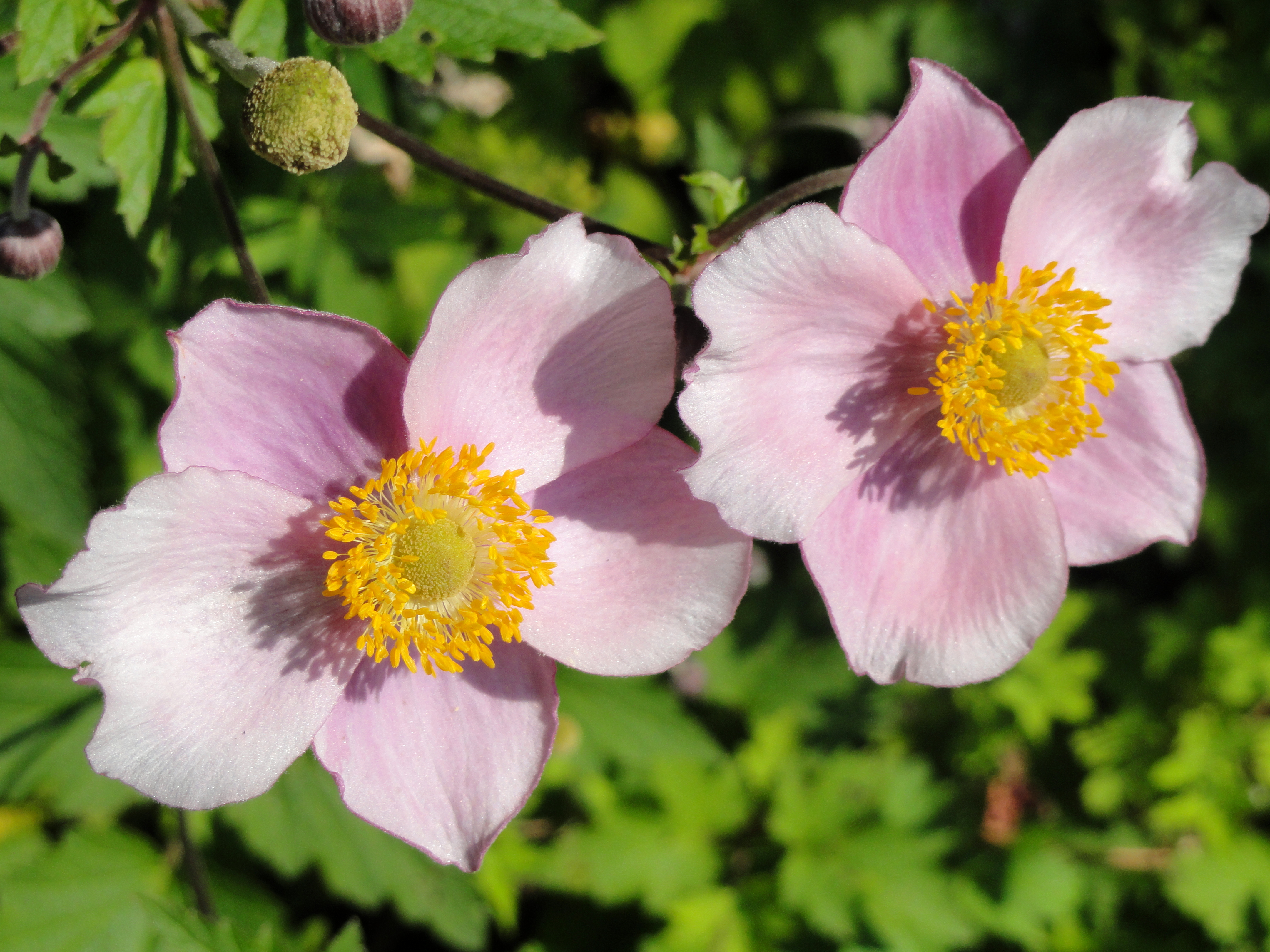
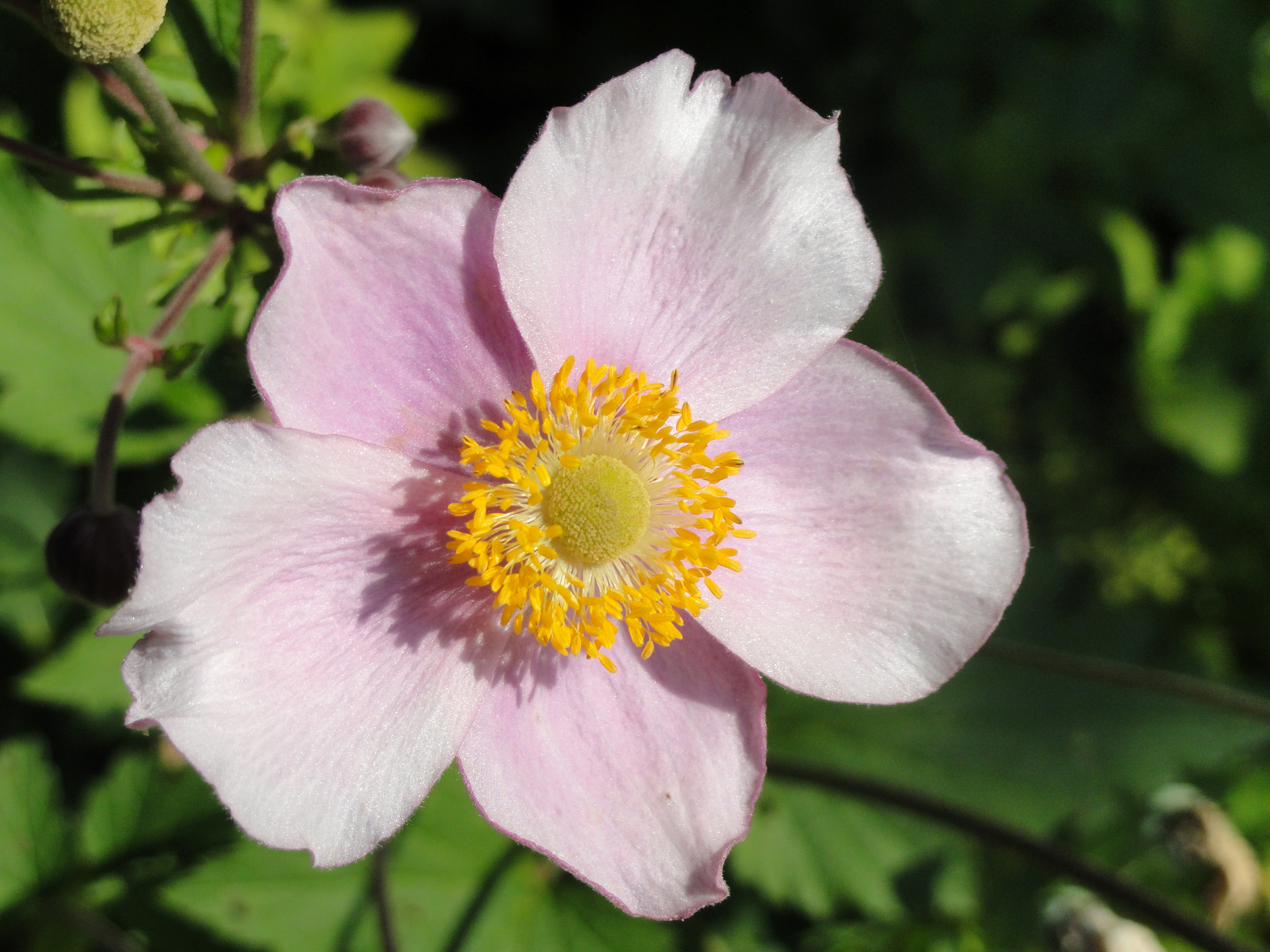
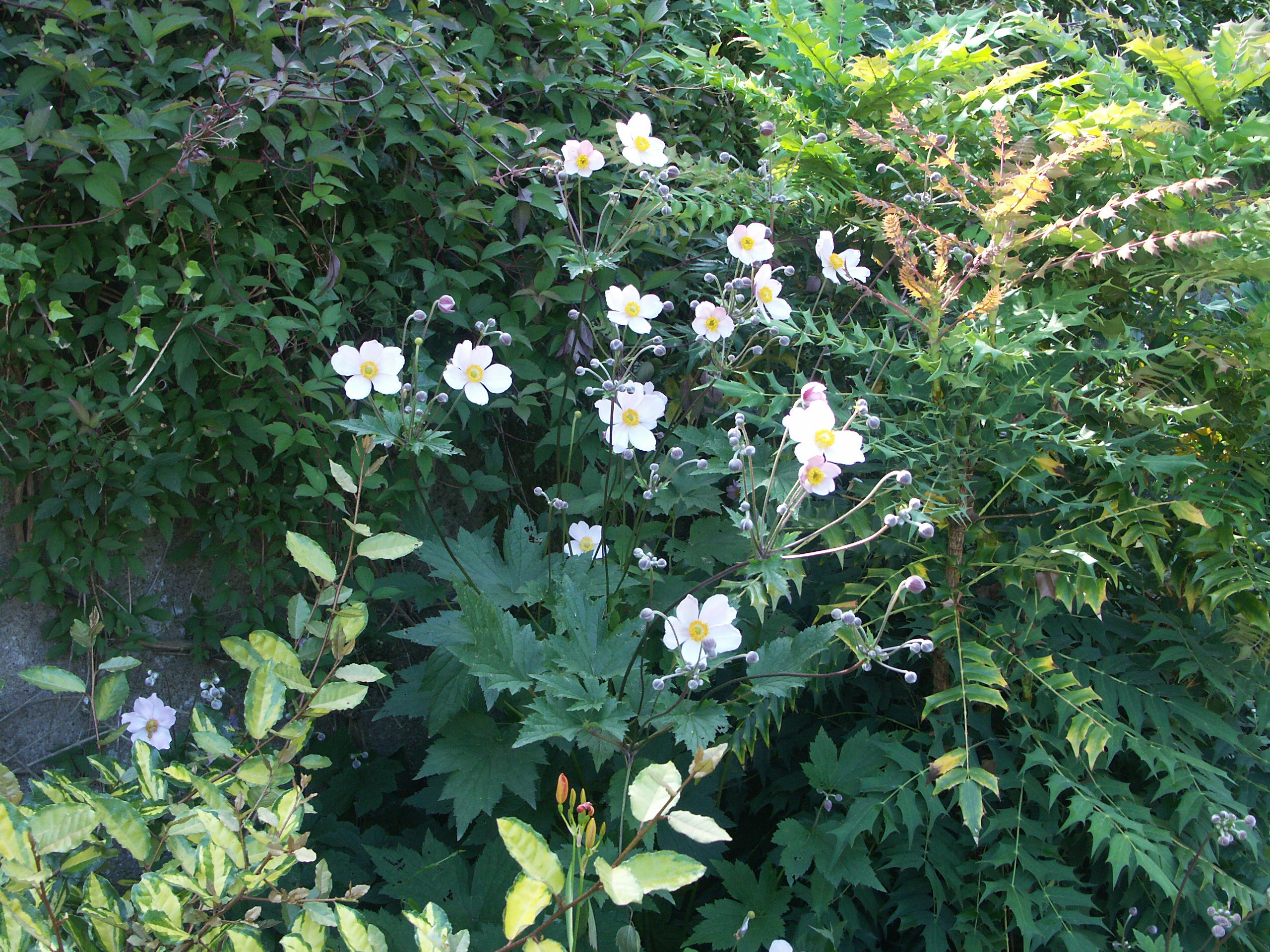